# 小山勝清
小山 勝清（おやま かつきよ、1896年3月29日 - 1965年11月26日）は熊本県球磨郡四浦村晴山（現・熊本県球磨郡相良村）出身の作家。「小山」の読みを、東京では「こやま」、熊本では「おやま」で通した。

## 経歴
熊本県立鹿本中学校（現・熊本県立鹿本高等学校）卒業後、1918年に堺利彦の門下生となる。
その後労働運動、農民運動を経て柳田國男に師事し、民俗学に関心を持つ。
児童文学の創作で、「少年倶楽部」に『彦一頓知ばなし』でデビューした。
1956年「山犬少年」で小学館児童文化賞受賞。
巌流島の決闘で終わっている吉川英治の『宮本武蔵』に対して『それからの武蔵』を描き、これが広く知られる。
明石元二郎の評伝もある。
晩年帰郷、1965年に熊本県人吉市で没した。

## 著書
- 『市民の敵 創作』（新作社） 1925
- 『或村の近世史』（聚英閣） 1925
- 『農村問題原理』（至上社） 1925
- 『煽動・大煽動 明石大佐対露革命工作』（実業之日本社） 1930
  - 改題新版『明石大佐とロシア革命』（原書房） 1984
- 『科学戦争』（実業之日本社） 1933
- 『少年科学未来戦』（南光社） 1936.3
- 『牛使いの少年』（光文社） 1949
- 『指助ちえばなし』（メトロ出版社） 1951
- 『指助とんちばなし』（同和春秋社） 1953
- 『指助のたんてい』（同和春秋社、少年読物文庫） 1954
- 『源氏の若武者』（講談社、少年少女日本歴史小説全集） 1958
- 『鎮西八郎為朝』（偕成社、実録時代小説） 1958
- 『心の民俗誌 里山からのメッセージ』（高田宏編、五曜書房） 1998.7
- 『父から息子へ 作家・小山勝清の手紙』（小山勝樹編、文芸社） 2002.4

### 宮本武蔵
- 『少年宮本武蔵』（光文社）1955
- 『それからの武蔵』全6巻（山ノ手書房） 1955 - 1957。集英社文庫 1980、新版1995
- 『肥後の武蔵 続・それからの武蔵』全3巻（山ノ手書房） 1956
- 『随筆・それからの武蔵』（東都書房）1960。島津書房 1991
- 『宮本武蔵 無双二刀流』（偕成社） 1956

### 再話
- 『紅はこべの冒険』（オルツイ夫人、大日本雄弁会講談社） 1941
- 『象の王者プーロン』（レジナルド・キャンベル、講談社、少年少女世界動物冒険全集） 1958
- 『ニルスのふしぎなたび』（セルマ・ラーゲルレーフ、小学館、幼年世界名作文学全集） 1963

## 伝記文献ほか
- 高田宏 『われ山に帰る』（新潮社） 1982
  - 評伝、岩波書店同時代ライブラリーで再刊 1990
- 牛島盛光 『評伝 小山勝清の青春・特別要視察人の記録』（日本経済評論社） 1999
- 小山勝樹 『小山勝清小伝 他2編』（五曜書房） 2004
著者は息子。他は回想随想「木の道」と「日障」